# Arjan Beqaj
Arjan Beqaj (Prizren, 25 augustus 1975) is een Albanees voormalig voetbaldoelman. Anno 2013 is hij keeperstrainer bij Anorthosis Famagusta.

## Clubcarrière
Hij begon zijn profloopbaan bij Partizan Tirana. In 1997 maakte hij de overstap naar het Griekse OFI Kreta waarvoor hij zes seizoenen zou uitkomen.
In de zomer van 2003 trok Beqaj naar Ionikos waar hij het na drie seizoenen voor gezien hield. Sinds juli 2006 speelde Beqaj voor het Cypriotische Anorthosis Famagusta. In het seizoen 2008-2009 maakte Beqaj deel van het elftal dat zich kon kwalificeren voor de groepsfase van de UEFA Champions League, meteen het eerste Cypriotische team ooit dat hierin slaagde.
In 2011 beëindigde hij zijn actieve loopbaan. Vanaf 1 september 2011 is Beqaj werkzaam als keeperstrainer bij het Cypriotische Anorthosis Famagusta, waar hij eerder ook als speler voor uitkwam.

## Interlandcarrière
Beqaj speelde sinds 1998 in totaal 43 interlands voor de Albanese nationale ploeg. Hij maakte zijn debuut op 21 januari 1998 in de vriendschappelijke uitwedstrijd tegen Turkije, die Albanië met 4-1 won. Beqaj verving in dat duel Foto Strakosha na 76 minuten.

## Erelijst
Partizan Tirana
- Albanees bekerwinnaar

1997
 Anorthosis Famagusta
- Cypriotisch bekerwinnaar

2007
- Cypriotisch landskampioen

2008
 Albanees voetballer van het jaar
2008